# Тигран Петросјан
Тигран Вартанович Петросјан (јерм. Տիգրան Վարդանի Պետրոսյան; Тбилиси, 17. јун 1929 — Москва, 13. август 1984) је бивши светски шаховски шампион.

## Биографија
По националности Јерменин, Петросјан је рођен у селу Мулки у Арагатсотн региону, Јерменија, а од детињства је живео у Тбилисију, Грузија. Највећи део живота провео је у руском главном граду Москви. Научио је да игра шах са осам година. За Петросјана је значајан корак било пресељење у Москву 1949, где је почео да игра и у коме је победио на многим турнирима. Победио је на турниру у Москви 1951. и од тада почиње његов стални развој.
Његови резултати на трогодишњим турнирима кандидата, на којим се одређивао изазивач светског шампиона показују стални успон: пети у Цириху 1953; трећи у Амстердаму 1956; трећи у Југославији 1959; први у Курасаоу 1962. Године 1963. победио је Михаила Ботвиника 12.5-9.5 и постао светски шампион у шаху. Његов стрпљиви, дефанзивни стил фрустрирао је Ботвиника, чији је сваки рискантни потез Петросјан кажњавао.
Петросјан је одбранио титулу 1966, када је победио Бориса Спаског 12.5-11.5, као први светски шампион који је одбранио титулу од времена кад је Аљехин победио Богољубова 1934. Године 1968. додељена му је титула доктора филозофије Универзитета у Јеревану за тезу „Шаховска логика“. Године 1969. Спаски му се реванширао, победивши га са 12.5-10.5 и преузео титулу.
Био је једини играч који је добио партију против Бобија Фишера за време мечева кандидата 1971, прекинувши тако низ од 20 Фишерових узастопних победа (7 на међународном турниру у Палми де Мајорка 1970, 6 против Тајманова, 6 против Ларсена и прве партије у њиховом међусобном мечу).
Најважнији каснији успеси су победа на меморијалном турниру у част Кереса 1979 у Талину (12/16 вез пораза, испред Таља, Бронштајна и других), подела првог места (с Портишем и Хибнером) у Рио де Жанеиру исте године, и друго месту у Тилбург 1981, пола поена иза Бељавског. Тамо је одиграо своју последњу славну партију против младог Гарија Каспарова
Петросјан је умро од рака 1984. године.
По њему су названа два велика шаховска отварања: Петросјанова варијанта Краљеве индијске одбране (1. d4 Sf6 2. c4 g6 3. Sc3 Lg7 4. e4 d6 5. Sf3 O-O 6. Le2 e5 7. d5) и Петросјанов систем у Даминој индијској одбрани (1. d4 Sf6 2. c4 e6 3. Sf3 b6 4. a3). Једна варијанта Каро-Кан одбране такође носи његово име (заједно с бившим светским шампионом Василијем Смисловом): Петросјан-Смисловљева варијанта (1. e4 c6 2. d4 d5 3. Sc3 dxe4 4. S:e4 Sd7).
Најпознатији је по томе што је био један од најбољих играча – пионира теорије превентивног шаха, годинама после Арона Нимцовића. Његов стил игре шесто је био стратешки, познат је био по томе да предвиди могуће нападе противника и што је своју игру заснивао на избегавању грешака, задовољан малим напредовањем. Његове партије се широко користе за обуку у шаховским школама широм света. Био је главни уредник шаховског часописа "Шахматнаја Москва" од 1963-66.